# Kreisfeld (Eitorf)
Kreisfeld ist ein Ortsteil der Gemeinde Eitorf im Rhein-Sieg-Kreis. Bei Haus Nr. 10 steht eine Stieleiche, die mehr als 260 Jahre alt und ca. 26 m hoch ist und als Naturdenkmal gilt. Namensgebend für den Ortsnamen war vermutlich der hiesige Familienname Krei.

## Lage
Kreisfeld liegt im Ottersbachtal. Nachbarorte sind Oberottersbach und Rankenhohn.

## Einwohner
1885 hatte Kreisfeld fünf Wohngebäude und 23 Einwohner.
1925 waren hier der Bautechniker Viktor Dondel, die verwitwete Ackerin des Anton Quadt, der Invalide Bernhard Sintern und der Förster Peter Weiden verzeichnet.